# Richard Whorf
Richard Whorf est un réalisateur, acteur et producteur américain né le 4 juin 1906 à Winthrop (Massachusetts) et mort le 14 décembre 1966 à Santa Monica (Californie).

## Filmographie

### comme réalisateur

#### Cinéma
- 1942 : March On, America!, court métrage
- 1944 : Blonde Fever (en)
- 1945 : The Hidden Eye
- 1945 : The Sailor Takes a Wife (en)
- 1946 : La Pluie qui chante (Till the Clouds Roll By)
- 1947 : Tout le monde chante (It Happened in Brooklyn)
- 1947 : L'Amour d'un inconnu (Love from a Stranger)
- 1948 : Amour en croisière (en) (Luxury Liner)
- 1950 : Quitte ou double (Champagne for Caesar)
- 1951 : Nuit de noces mouvementée (The Groom Wore Spurs)

#### Série télévisée
- 1952 : My Friend Irma (radio-TV) (en) (1 épisode)
- 1955 : Norby (en) (1 épisode)
- 1957-1961 : Gunsmoke (18 épisodes)
- 1958 : Rendezvous (1 épisode)
- 1958-1959 : Have Gun – Will Travel (6 épisodes)
- 1959 : Schlitz Playhouse of Stars (1 épisode)
- 1959 : Richard Diamond (Richard Diamond, Private Detective) (1 épisode)
- 1959 : Border Patrol (en) (2 épisodes)
- 1959 : Perry Mason (1 épisode)
- 1959 : Troubleshooters (1 épisode)
- 1959 : Law of the Plainsman (en) (2 épisodes)
- 1959 : Les Incorruptibles (The Untouchables) (1 épisode)
- 1959-1965 : Rawhide (3 épisodes)
- 1960 : Johnny Staccato (3 épisodes)
- 1960 : The Detectives (en) (1 épisode)
- 1960 : Tate (en) (4 épisodes)
- 1960 : La Grande Caravane (1 épisode)
- 1960 : Outlaws (en) (1 épisode)
- 1960-1961 : The Barbara Stanwyck Show (en) (4 épisodes)
- 1960-1961 : The Ann Sothern Show (en) (9 épisodes)
- 1961 : Le Père de la mariée (en) (Father of the Bride)
- 1961-1963 : Mes trois fils (My Three Sons) (37 épisodes)
- 1962 : Alfred Hitchcock présente (Alfred Hitchcock Presents) (1 épisode)
- 1962-1964 : The Beverly Hillbillies (67 épisodes)
- 1963 : Petticoat Junction (en) (1 épisode)
- 1963 : East Side/West Side (1 épisode)
- 1964 : Mickey (4 épisodes)
- 1965 : Le Proscrit (Branded) (1 épisode)
- 1965 : Les Mystères de l'Ouest (The Wild Wild West) (1 épisode)
- 1965-1966 : Mona McCluskey (en) (23 épisodes)
- 1966 : Ne mangez pas les marguerites (en) (Please Don't Eat the Daisies) (2 épisodes)
- 1966 : The Tammy Grimes Show (en) (1 épisode)
- 1967 : Vacation Playhouse (1 épisode)

### comme acteur
- 1934 : Midnight de Chester Erskine : Arthur Weldon
- 1941 : Blues in the Night d'Anatole Litvak: Jigger Pine
- 1942 : La Glorieuse Parade (Yankee Doodle Dandy) de Michael Curtiz : Sam Harris
- 1942 : Juke Girl de Curtis Bernhardt : Danny Frazier
- 1942 : March On, America! : Narrateur (voix)
- 1942 : La Flamme sacrée (Keeper of the Flame) de George Cukor : Clive Kerndon
- 1943 : For God and Country, court métrage : Arnold Miller
- 1943 : Un commando en Bretagne (Assignment in Brittany) de Jack Conway : Jean Kerenor
- 1943 : La Croix de Lorraine (The Cross of Lorraine) de Tay Garnett : François Le Mer
- 1944 : L'Imposteur (The Impostor) de Julien Duvivier : Lieutenant Varenne
- 1944 : Vacances de Noël (Christmas Holiday) de Robert Siodmak : Simon Fenimore
- 1950 : Pilote du diable (Chain Lightning) de Stuart Heisler : Carl Troxell
- 1951 : The Groom Wore Spurs : lui-même (non crédité)
- 1952 : Four Star Playhouse (série télévisée) : Poète (1 épisode)
- 1960 : Tate (en) (série télévisée) : Docteur Emmett Ealy (1 épisode)
- 1960 : L'Homme à la carabine (The Rifleman) (série télévisée) : Jeremiah Crowley (1 épisode)

### comme producteur
- 1956 : Collines brûlantes (The Burning Hills) de Stuart Heisler
- 1957 : Le Vengeur (Shoot-Out at Medicine Bend) de Richard L. Bare
- 1957 : Bombardier B-52 (Bombers B-52) de Gordon Douglas

## Distinctions

### Nominations
- Primetime Emmy Awards 1963 : Meilleure réalisation pour une série télévisée comique pour The Beverly Hillbillies
- Primetime Emmy Awards 1964 : Meilleure réalisation pour une série télévisée comique pour The Beverly Hillbillies

### Récompenses
- Tony Awards 1954 : Tony Award des meilleurs costumes pour Ondine